# ゾイア・スコロパデンコ
ゾイア・スコロパデンコ(Zoia Skoropadenko、1978年 - )は、モナコを拠点とするウクライナの現代のミックスメディアアーティストであり、絵画、彫刻、スケッチで知られており、スパイの冤罪の容疑をかけられたことでも知られている。彼女の芸術的な影響にはミケランジェロ、マグリット、コロー、マティス、ペトロフ・ヴォードキンが含まれ、ヌーヴォー・レアリスム運動からインスピレーションを受けている。彼女は「フラッシュ・エキシビション」の先駆者の一人であり、ユネスコに認定されたアーティストである。
彼女は、モナコのパレ・ド・ラ・スカラにあるマイクロギャラリー「ラ・ヴィトリーヌ」の創設者兼オーナーであり、新興芸術の才能のための代替現代美術スペースである。2011年、モナコ政府はゾイアにモナコのアーティスト・ペインターの公式地位を授与した。ゾイアは、モナコ、日本、アメリカ、ベルギー、フランスを主な拠点としており、これらの国々で頻繁に展示を行っている。
彼女の広く展示されている「TORSOシリーズ」は、ブリュッセル・タイムズ）やフランス・インフォ（France Info.）などの出版物で指摘されるように、彼女の最も論議を呼ぶ作品とされている。

## 生い立ち
ウクライナのクリウィー・リフで生まれ育ったゾイアは、非常に若い頃から芸術の才能を示し、5歳の時からウクライナの国民的なアーティストであるグリゴリー・シニツァ（Grigory Sinitsa）に師事した。
当初は後の彼女の芸術的な方向性とは異なる、伝統的な道を取って、ゾイアは国立美術学校で学び、その後美術大学に進学しました。しかし、12歳の時にソビエト連邦の崩壊により、お金を持たない人々が美術教育を追求することが不可能となり、彼女の学業は突然終わりを迎えた。
スコロパデンコは、学生ジャーナリストとしてリヴィウ大学で教育を続けました。彼女はPCとモデムの早期ユーザーであり、当時ジャーナリストの友人のネットワークを持っていました。そのためスパイではないかと疑念を抱かれ、退学処分となりました。

## キャリアの出発
20代初頭、ゾイアはヨーロッパ中をヒッチハイクで旅しました。長年にわたる「ヨーロッパでの困難な生活」の後、彼女はモナコに辿り着きました。８カ国後を操る彼女は、翻訳の仕事に就きます。ここで彼女は、コート・ダジュールの芸術シーンと芸術的な生活に没頭することとなりました。この期間中、彼女はアルマン、アーンスト・フックス、エマ・デ・シガルディ、ジャン＝ミシェル・フォロン、ロバート・ラウシェンバーグなどの著名な現代アーティストと出会い、国立芸術委員会とADAGPのメンバーとなりました。
2008年の経済危機の時期、困難な生活を維持するために最も安い食品を市場や港から買うために一日の終わりを待たなければならない状況でした。あるとき、地元の漁師が彼女に昼食用にタコの袋をくれました。その時、彼女の空腹はひらめきに代わりました。タコを使って彫刻を作成すること。食べ物の贈り物が彼女の代表作「TORSOシリーズ（TORSO series.）」となりました。

## アート作品と展覧会
2004年から2010年まで、ゾイアはヨーロッパ各地で多くの個展を開催した。2011年にサウス・ロンドンのメニエ・ギャラリーで行われたTORSOの初の展示会が、彼女の国際的なキャリアを本当に飛躍させるきっかけとなった。多くの作品が売れ、地元メディアの注目を浴びるだけでなく、このシリーズは影響力のある美術雑誌「Creative Review」にも取り上げられ、その後世界中の新聞スタンドに並ぶこととなった。BBCの「Outlook」プログラムのニッキ・パクスマンがTORSOのレビューで述べたように、ゾイアの作品は「明らかにタコの絵ですが、ゾイアはそれを配置することで、剥かれた人間の胴体のように見えるようにしました」と述べています。
2015年、彼女はストックエクスチェンジ・ライフルクラブ（Stock Exchange Rifle Club）からの招待で、彼らの射撃場で「TORSOシリーズ」を展示した。彼女はその場所で展示を行った唯一のアーティストである。これはアーティストの3回目の「フラッシュエキシビション」となります。同年、彼女はウクライナ・トゥデイに出演し、チェルノブイリと福島の原発事故に捧げられた彼女の展示について話した。
zoiaの「Intellectual landscapes」シリーズは印象派の発想からルーツを得ており、アーティストが旅行中に見る最小限の風景を描写している。まず、現地で最初にスケッチし、それからアーティストのスタジオで制作している。キャンバスには多くの白い「空白」が残されており、観客が絵と向き合った時にその隙間を思考の中で埋めることができる。この「Intellectual landscapes」シリーズは、2016年のEurope Dayを祝うためにブリュッセルのウクライナ大使館でポップアップ展示会として初めて公開された。
2016年11月に東京の銀座現代美術ギャラリー「アート・フォー・ソウト」でソロ展示会として新しい作品シリーズ「Coffee drinkers」をデビューさせた。「Coffee drinkers」は、ランダムなカフェでの日常のシーンを描いたリノカットのシリーズであり、ドガ、マネ、ピカソ、トゥールーズ＝ロートレックの絵画から一部インスピレーションを得ています。これらの絵画はアブサンを飲む人々を描いている。
2016年は、ゾイアがブリュッセルで物議を醸すポップアップ展示会を開催し、そのイベントの前に絵を掛けている最中に恐ろしい転倒事故に遭い、ほとんど入院するという状況で締めくくられた。
2017年2月、ゾイアは「ペインティング・カリフォルニア」のライブアート・トレイルを開始しした。バルボアのビーチフロントの家を拠点に、彼女はオレンジ郡、ロサンゼルス、サンディエゴ、サンフランシスコの野外で絵を描き（そしてライブで描き）、レックス・ブラント、ケン・プライス、デビッド・ホックニーの足跡をたどっている。このトレイルは、ゾイアの油彩のミニマリスティックなシリーズ「Intellectual landscapes」の一部である。
ゾイアはモナコ、ロンドン、東京、パリ、ブリュッセルで定期的に展示会を開催し、また、ストラスブールの欧州評議会や、日本の福島や大阪、中国でも展示会を行っている。